# Giochi dell'Asia meridionale
I Giochi dell'Asia meridionale sono un evento sportivo che si tiene a cadenza irregolare (ogni due anni, tranne che in diverse occasioni) a partire dal 1984 e che riguarda atleti e Paesi dell'Asia meridionale. L'evento è organizzato da un'associazione apposita, il Consiglio degli Sport dell'Asia meridionale, che conta otto membri.
I Giochi dell'Asia meridionale sono uno dei cinque Giochi territoriali organizzati dal Consiglio Olimpico d'Asia; gli altri quattro sono i Giochi dell'Asia orientale (soppressi nel 2013), i Giochi dell'Asia centrale, i Giochi del Sud-est asiatico e i Giochi dell'Asia occidentale.

## Nazioni partecipanti
- Afghanistan
- Bangladesh
- Bhutan
- India
- Maldive
- Nepal
- Pakistan
- Sri Lanka

## Edizioni
| Edizione | Anno | Città ospitante     | Nazione ospitante |
| -------- | ---- | ------------------- | ----------------- |
| I        | 1984 | Kathmandu           | Nepal             |
| II       | 1985 | Dacca               | Bangladesh        |
| III      | 1987 | Calcutta            | India             |
| IV       | 1989 | Islamabad           | Pakistan          |
| V        | 1991 | Colombo             | Sri Lanka         |
| VI       | 1993 | Dacca               | Bangladesh        |
| VII      | 1995 | Madras              | India             |
| VIII     | 1999 | Kathmandu           | Nepal             |
| IX       | 2004 | Islamabad           | Pakistan          |
| X        | 2006 | Colombo             | Sri Lanka         |
| XI       | 2010 | Dacca               | Bangladesh        |
| XII      | 2016 | Guwahati e Shillong | India             |
| XIII     | 2019 | Kathmandu           | Nepal             |
| XIV      | 2025 | Lahore              | Pakistan          |